# Krzyżówka panoramiczna

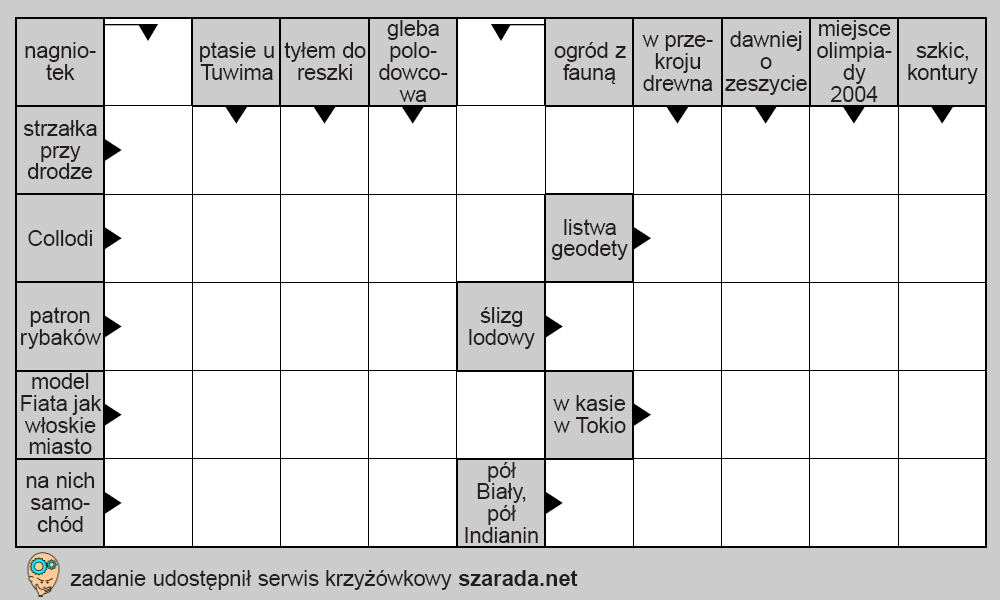
Krzyżówka panoramiczna

Krzyżówka panoramiczna – rodzaj krzyżówki, w której określenia umieszczone są w kratkach wraz ze wskazaniem kierunku i miejsca wpisywania haseł. Najważniejsza cecha to ta, że nie posiada pól wolnych, najwyżej oznaczniki końca hasła. Jej nazwa pochodzi od tygodnika „Panorama Śląska”, w którym po raz pierwszy opublikowano ją w Polsce w latach 50. lub 60. XX wieku.